# Luigi Mozzani
Luigi Mozzani (Faenza, 9 marzo 1869 – Rovereto, 1943) è stato un liutaio, chitarrista e compositore italiano.
Fu anche grande esecutore e didatta.

## Biografia
All'età di nove anni, apprendista da un barbiere dilettante di clarinetto, si avvicinò a quello strumento e alla tromba, venendo ammesso come allievo di clarinetto alla Scuola comunale di musica di Faenza nel 1883, con risultati notevoli. Intorno al 1890 fu ammesso al Liceo musicale di Bologna come studente di oboe sotto la guida di Gustavo Gastelli, ma intraprese anche lo studio della chitarra, della quale ebbe rapidamente grande padronanza. Nell'aprile del 1891 effettuò una tournée in Germania, Francia, Spagna e Algeria come solista di chitarra e oboe. Il 7 giugno 1892 ottenne il diploma in oboe al Liceo musicale di Bologna e nel 1893, presentato da Gastelli, il ruolo di primo oboe nel Teatro San Carlo di Napoli.
Presto le sue tournée lo portarono in America dove visse per due anni (1894-1896) e dove pubblicò a New York i tre volumi degli Studi per chitarra. 
Si stabilì quindi a Parigi dove entrò in contatto con i più grandi chitarristi attiva in quel momento: Alfredo Cottin, Gelas e Miguel Llobet.  In Francia scrisse 8 Pezzi per chitarra solista  iniziò ad interessarsi alla liuteria e precisamente alla costruzione della chitarra.  Nel 1899 pubblicò diversi brani per chitarra, tra cui la famosa Preghiera.
Fece tournée in Inghilterra, dove visse per circa sei mesi, in Francia, in Germania e in Austria.  Nel 1906 presenta una anonima Serenata al concorso musicale italiano della rivista Il Plettro, che vince il primo premio; tale lavoro viene poi pubblicato con il titolo Feste Lariane, aria con variazioni.
Tra il 1905 e il 1908 Mozzani è in tournée in Germania e in Austria dove pubblica, a Berlino, i pezzi Colpo di vento (Wind Gust), Mazurka e Valzer lento. 
Durante il primo decennio del 1900, Mozzani torna in Italia e si trasferisce definitivamente a Cento, in provincia di Ferrara, e apre la sua prima liuteria dove costruisce vari modelli di chitarra.
Insieme alla attività di liutaio continua quella di concertista, docente e compositore. 
Nella sua liuteria realizza un modello di chitarra-lyra e brevetta nel 1912 un dispositivo in grado di regolare l'angolazione del manico attraverso un sistema di viti.
Tra il 1910 e il 1924 costruisce nella sua liuteria, oltre ai vari modelli di chitarre anche strumenti ad arco e a plettro. Nel 1914 riprende la sua attività concertistica che lo ha porta in moltissime le città italiane.
Nel 1916 la morte della figlia Giulietta lo colpisce profondamente e decide di abbandonare l'attività concertistica che effettivamente riprenderà solo dopo il 1930.
Trasferisce la sua liuteria a Bologna; poi, nel 1940 (definitivamente dal 1942), a Rovereto. Nel suo laboratorio in via Dante n.7 realizza violini, viole, violoncelli, contrabbassi, mandolini, mandole, mandoloncelli, mandoloni, chitarre, e ancora altro: ben quarantadue tipi diversi di strumenti!  
Muore a Rovereto nel 1943. I rinomati liutai roveretani Tullio Berté e Luigi Mariotti sono stati suoi allievi.
Presso il Museo della Musica di Pieve di Cento è presente un'ampia collezione di strumenti realizzati da Mozzani tra il 1920 e il 1930.